# Адам, Александр
Александр Адам (англ. Alexander Adam; 24 июня 1741 — 18 декабря 1809) — шотландский ученый и преподаватель, специалист по классической древности. Почетный доктор Эдинбургского университета, ректор Королевской высшей школы Эдинбурга. Изданный им в 1791 учебник римских древностей выдержал много изданий, переведён на различные языки, в том числе и на русский А. Зиновьевым и Н. Стриневским.
Адам издал и биографический словарь по классической древности — «Dictionary of classical biography» (1800 г.).
Старшая дочь Александра Адама Агнесса (англ. Agnes Adam; 1793—1863) была замужем за известным английским химиком, врачом и религиозным философом Уильямом Праутом.

## Сочинения
- Адам А. Римские древности, или изображение нравов, обычаев и постановлений римских, служащее для легчайшего уразумения латинских писателей. 2 ч. М. 1824 г.; второе изд. М. 1834 г. Часть I, Часть II